# Streptozotocyna
Streptozotocyna (ATC: L 01 AD 04) – organiczny związek chemiczny, antybiotyk o działaniu cytostatycznym uzyskiwany ze szczepu Streptomyces griseus. Jest inhibitorem replikacji DNA wykazującym szczególne powinowactwo do DNA komórek β trzustki. Łącząc się z matrycą DNA degraduje ją.
Zastosowanie:
- ze względu na swoje działanie nie jest stosowany jako antybiotyk
- eksperymentalne wywoływanie cukrzycy u zwierząt (cukrzyca streptozotocynowa)
- leczenie nowotworu wywodzącego się z komórek β trzustki – insulinoma – i niektórych innych nowotworów złośliwych. Działaniem ubocznym są nudności i wymioty (jest zaliczona do cytostatyków o dużym ryzyku wywołania wymiotów)[2].